# Теју (Арђеш)
Теју (рум. Teiu) насеље је у Румунији у округу Арђеш у општини Теју. Oпштина се налази на надморској висини од 218 m.

## Становништво
Према подацима из 2002. године у насељу је живело 1876 становника, од којих су сви румунске националности.

### Хронологија
| Година       | 1992 | 1993 | 1994 | 1995 | 1996 | 1997 | 1998 | 1999 | 2000 | 2001 | 2002 | 2003 | 2004 | 2005 | 2006 | 2007 | 2008 | 2009 | 2010 | 2011 | 2012 | 2013 | 2014 | 2015 | 2016 | 2017 |
| ------------ | ---- | ---- | ---- | ---- | ---- | ---- | ---- | ---- | ---- | ---- | ---- | ---- | ---- | ---- | ---- | ---- | ---- | ---- | ---- | ---- | ---- | ---- | ---- | ---- | ---- | ---- |
| Становништво | 2171 | 2105 | 2043 | 2014 | 1962 | 1926 | 1886 | 1851 | 1821 | 1789 | 1763 | 1739 | 1692 | 1667 | 1629 | 1616 | 1604 | 1581 | 1538 | 1504 | 1468 | 1441 | 1416 | 1364 | 1362 | 1336 |